# شافعیان ایران
شافعیان ایران به مسلمانان سنی پیرو فقه شافعی در ایران می‌گویند که از کهن‌ترین مذاهب اسلامی در سرزمین ایران است. شافعیان ایران هم‌اکنون در استان‌های کرمانشاه، کردستان، گیلان، فارس، هرمزگان، اردبیل، تهران، البرز، بوشهر، آذربایجان غربی، آذربایجان شرقی، زنجان، مازندران و ایلام پراکنده‌اند و زندگی می کنند.

## پیشینه
برپایهٔ سخن مقدسی در احسن التقاسیم فی معرفة الاقالیم نوشتهٔ ۹۸۵م؛ در ربع نیشابور در خوره‌های چاچ، طوس، ابیورد، اسفراین و حومهٔ آن شافعی مذهب‌اند و آیین ایشان به کار بسته می‌شود. خطیب‌های شهر نیشابور، همه شافعی‌مذهب بودند.
از سدهٔ سوم تا ششم قمری نیشابور از مراکز تصوف بوده و بیشتر صوفیان در نیشابور اهل سنت و پیروی مذهب شافعی بودند که مشهورترین اینان، عطار نیشابوری است.